# Комаровка (Камизяцький район)
Комаровка  (рос. Комаровка) — село у Кореневському районі Курської області Російської Федерації.
Населення становить 392 особи. Входить до складу муніципального утворення Ніколо-Комаровська сільська рада.

## Історія
Населений пункт розташований на території українського етнічного та культурного краю Жовтий Клин. Від 1925 року належить до Камизяцького району.
Згідно із законом від 6 серпня 2004 року органом місцевого самоврядування є Ніколо-Комаровська сільська рада.

## Населення
| 2002 | 2010 | 2011 |
| ---- | ---- | ---- |
| 408  | ↘354 | ↗392 |